# Generator synchroniczny
Generator synchroniczny – wielofazowa prądnica prądu zmiennego, w której pole magnetyczne indukuje w uzwojeniu stojana (najczęściej trójfazowym) zwanym twornikiem, zmienne napięcie elektryczne. Pole magnetyczne wytwarzane jest przez uzwojenie wzbudzenia zamontowane na wirniku zwanym magneśnicą i zasilane jest prądem stałym. 
W konstrukcji, gdzie uzwojenie wzbudzenia zamontowane jest w stojanie, wirnik jest twornikiem, a stojan - magneśnicą. Energia mechaniczna dostarczana do wirnika odbierana jest z uzwojeń stojana w postaci energii elektrycznej. Generator synchroniczny jest maszyną odwracalną i może pracować także jako silnik. W niektórych rozwiązaniach maszyn synchronicznych, szczególnie małej mocy, zamiast uzwojenia wzbudzenia stosuje się magnesy trwałe. 
Zasilanie uzwojenia wzbudzenia prądem stałym (lub zastosowanie magnesów trwałych) powoduje, że pole magnetyczne wytworzone przez to uzwojenie jest nieruchome w stosunku do wirnika i obraca się synchronicznie razem z wirnikiem (stąd nazwa generator synchroniczny). W maszynach takich nie występuje zjawisko poślizgu i nie ma potrzeby blachowania wirnika, ponieważ w czasie normalnej pracy nie płyną w nim prądy przemienne. Generatory synchroniczne dużej mocy (od kilkunastu do kilkuset MW) są podstawowymi jednostkami, w oparciu o które zbudowany jest Krajowy System Elektroenergetyczny. Zasilanie uzwojenia wzbudzenia z niezależnego źródła prądu stałego tzw. wzbudnicy daje możliwość łatwej regulacji prądu magnesującego i kompensacji mocy biernej w systemie, przez co generatory synchroniczne umożliwiają stabilną współpracę z odbiornikami indukcyjnymi (transformatorami) i w konsekwencji zapewniają stabilne napięcie sieciowe u odbiorców końcowych zasilanych z sieci elektroenergetycznych niskiego napięcia.